# Caraúbas (kommun i Brasilien, Paraíba)
Caraúbas är en kommun i Brasilien.   Den ligger i delstaten Paraíba, i den östra delen av landet, 1 500 km nordost om huvudstaden Brasília. Antalet invånare är 3 899.
Omgivningarna runt Caraúbas är huvudsakligen savann. Runt Caraúbas är det glesbefolkat, med 8 invånare per kvadratkilometer.